# Pionosyllis
Pionosyllis är ett släkte av ringmaskar som beskrevs av Anders Johan Malmgren 1867. Pionosyllis ingår i familjen Syllidae.

## Dottertaxa tillPionosyllis, i alfabetisk ordning[1][2]
- Pionosyllis aciculata
- Pionosyllis aciculigrossa
- Pionosyllis anophthalma
- Pionosyllis anops
- Pionosyllis articulata
- Pionosyllis augeneri
- Pionosyllis comosa
- Pionosyllis compacta
- Pionosyllis corallicola
- Pionosyllis dionisi
- Pionosyllis divaricata
- Pionosyllis ehlersiaeformis
- Pionosyllis enigmatica
- Pionosyllis epipharynx
- Pionosyllis fusigera
- Pionosyllis gesae
- Pionosyllis gigantea
- Pionosyllis gorringensis
- Pionosyllis lamelligera
- Pionosyllis longisetosa
- Pionosyllis longocirrata
- Pionosyllis luquei
- Pionosyllis magnidens
- Pionosyllis magnifica
- Pionosyllis malmgreni
- Pionosyllis manca
- Pionosyllis marquesensis
- Pionosyllis maxima
- Pionosyllis melaenonephra
- Pionosyllis micropharyngea
- Pionosyllis nidarosiensis
- Pionosyllis nutrix
- Pionosyllis petalecirrus
- Pionosyllis procera
- Pionosyllis propeweismanni
- Pionosyllis propreweismanni
- Pionosyllis pulligera
- Pionosyllis riojai
- Pionosyllis samsonensis
- Pionosyllis serrata
- Pionosyllis serratisetosa
- Pionosyllis spinisetosa
- Pionosyllis stylifera
- Pionosyllis suchumica
- Pionosyllis templadoi
- Pionosyllis typica
- Pionosyllis uraga
- Pionosyllis uruga
- Pionosyllis weismanni
- Pionosyllis weissmannioides
- Pionosyllis yambensis